# Bert Courtley
Herbert 'Bert' Courtley (Moston, Lancashire, 11 september 1929 - Croydon, Surrey, 13 september 1969) was een Britse jazztrompettist en bugelist.

## Biografie
Courtley toerde in 1947 met de Royal Kiltie Juniors in Scandinavië en speelde in de bigband van Tommy Sampson. In 1948 was hij actief in de band van Teddy Foster en in 1950/51 in de groep van saxofoniste Kathy Stobart met wie hij in 1961 trouwde. Hij werkte bij Vic Lewis (waarmee hij in 1951 voor het eerst opnames maakte), met Geraldo en in 1954 met Eric Delaney. In 1956 toerde hij in Groot-Brittannië in het kader van Jazz Today, met Phil Seamen, Kenny Wheeler, Kenny Napper en Eddie Harvey. Datzelfde jaar trad hij met het Courtley-Seymour Orchestra, met mede-leider Jack Seymour, op in de Royal Festival Hall ("Struttin’ with Some Barbecue“). In 1957 haalde hij de derde plaats in een poll van Melody Maker en was hij lid van een All Stars-groep. In de jaren erna speelde hij bij Humphrey Lyttelton, John Dankworth, Kenny Baker, Ronnie Ross, Tommy Watt en Laurie Johnson's Brass Orchestra.
Onder eigen naam nam Courtley in 1957 vier nummers op (waaronder "Bertrand’s Bugle“ en "Sweet and Lovely“) voor Decca. In zijn studiogroep speelde o.a. pianist Eddie Harvey. Met Don Rendell richtte hij in 1958 de bebop-groep The Jazz Committee op (met Eddie Harvey, Pete Blannin en Jackie Dougan), die in 1958/59 met succes optrad in clubs in Londen optrad en een EP opnam met onder meer Courtley's compositie "Founder Member“. In 1959 was hij lid van Woody Hermans Anglo-American Herd , waarin hij speelde aan de zijde van Reunald Jones, Nat Adderley en Bill Harris. In 1960 speelde hij op jamsessies in Cavern Club met Ronnie Scott en Pete King. Hij speelde in 1961 in West-Duitsland met een eigen sextet, met daarin Dick Heckstall-Smith, Colin  Purbrook en Ginger Baker. In 1962 trad hij met Dave Brubeck, Kenny Napper en Johnny Scott in Basil Dearden's Shakespeare-adaptatie van All Night Long op. In de vroege jaren 60 werkte hij in bigbands en groepen van Harry South, Dave Lee, Dill Jones, Ted Heath, Tubby Hayes, Monty Sunshine, Johnny Keating, Ken Jones en Steve Race. In de jazz was hij van 1951 tot 1966 betrokken bij 76 opnamesessies, o.m. van Cleo Laine, Don Savage, Georgie Fame en The Beatles ("Penny Lane“, 1967). In 1967/68 leidde hij een studio-bigband, die vooral filmmuziek opnam ("Blues for Jumbo“).
Courtley was een drugsverslaafde en stierf op veertigjarige leeftijd aan leverfalen als gevolg van jarenlang gebruik van chlorodyne.